# Библиографија Кристофера Хиченса
Кристофер Хиченс (13. април 1949—15. децембар 2011) је био плодан енглеско-амерички аутор, политички новинар и књижевни критичар. Објавио је бројне књиге и есеје, а његова новинарска каријера је трајала више од четири деценије. Хиченс је признат као јавни интелектуалац. Гостовао је у ток шоуима и држао циклусе предавања.

## На енглеском

### Књиге

#### Аутор
- 1984 Cyprus. Quartet. Revised editions as Hostage to History: Cyprus from the Ottomans to Kissinger, 1989 (Farrar, Straus & Giroux) and 1997 (Verso).
- 1987 Imperial Spoils: The Curious Case of the Elgin Marbles. Chatto and Windus (UK)/Hill and Wang (US, 1988) / 1997 UK Verso edition as The Elgin Marbles: Should They Be Returned to Greece? (with essays by Robert Browning and Graham Binns). Reissued and updated 2008 as The Parthenon Marbles: The Case for Reunification, Verso.
- Blood, Class, and Nostalgia: Anglo-American Ironies. Farrar, Straus & Giroux. Reissued 2004, with a new introduction, as Blood, Class and Empire: The Enduring Anglo-American Relationship. Nation Books. 1990. ISBN 978-1-56025-592-5.
- 1999 „No One Left to Lie To”. Текст „No One Left to Lie To: The Triangulations of William Jefferson Clinton. Verso. Reissued as No One Left to Lie To: The Values of the Worst Family” игнорисан (помоћ); Недостаје или је празан параметар |title= (помоћ). In 2000.
- 2001 The Trial of Henry Kissinger. Verso.
- 2001 Letters to a Young Contrarian. Basic Books.
- 2002 Why Orwell Matters, Basic Books (US)/UK edition as Orwell's Victory. Allen Lane/Penguin Press..
- Thomas Jefferson: Author of America. Eminent Lives/Atlas Books/HarperCollins Publishers. 2005. ISBN 978-0-06-059896-9.
- 2006 Thomas Paine's "Rights of Man": A Biography. Books That Shook the World/Atlantic Books. ISBN 978-1-84354-513-2..
- God Is Not Great: How Religion Poisons Everything. Twelve/Hachette Book Group USA/Warner Books. 2007. ISBN 978-0-446-57980-3. / Published in the UK as God Is Not Great: The Case Against Religion. Atlantic Books. 2007. ISBN 978-1-84354-586-6.
- The Portable Atheist: Essential Readings for the Non-Believer. Perseus Publishing. 2007. ISBN 978-0-306-81608-6. (editor)
- 2010 Hitch-22 Some Confessions and Contradictions: A Memoir. ISBN 978-0-446-54033-9.. Hachette Book Group (published by Allen and Unwin in Australia in May 2010 with the shorter title: Hitch-22. A Memoir. ISBN 978-1-74175-962-4..).
- 2012 Mortality. Atlantic.

#### Памфлети
- Karl Marx and The Paris Commune. Sidgwick & Jackson Ltd. 1971. ISBN 978-0-283-48482-7.
- 1990 The Monarchy: A Critique of Britain's Favourite Fetish. Chatto & Windus, 1990.
- 1995 The Missionary Position (book)|The Missionary Position: Mother Teresa in Theory and Practice. Verso.
- 2003 A Long Short War: The Postponed Liberation of Iraq. Plume Books. Originally released as Regime Change (Penguin).
- 2011 The Enemy. Amazon Digital Services.

#### Есеји
- 1988 Prepared for the Worst: Selected Essays and Minority Reports. Hill and Wang (US)/Chatto and Windus (UK).
- 1993 For the Sake of Argument: Essays and Minority Reports. ISBN 978-0-86091-435-8.. Verso
- 2000 Unacknowledged Legislation: Writers in the Public Sphere. Verso
- 2004 Love, Poverty, and War: Journeys and Essays. Nation Books. ISBN 978-1-56025-580-2.. Thunder's Mouth.
- 2011 Arguably: Essays by Christopher Hitchens. Twelve. UK edition as Arguably: Selected Prose. Atlantic.
- 2015 And Yet... Essays, Simon & Schuster.
- 2016 Talks on Atheism: Collected Speeches by Christopher Hitchens. ISBN 978-1-944541-60-6., Amazon Media.

#### Сарадник
- 1976 Callaghan, The Road to Number Ten. ISBN 978-0-304-29768-9. (with Peter Kellner). Cassell.
- 1988 Blaming the Victims. ISBN 978-0-86091-887-5. Текст „Blaming the Victims: Spurious Scholarship and the Palestinian Question ” игнорисан (помоћ) (contributor; co-editor with Edward Said). Verso.  Reissued, 2001.
- 1994 When Borders Bleed: The Struggle of the Kurds (with Ed Kashi). Pantheon Books.
- 1994 International Territory: The United Nations, 1945-1995 (with Adam Bartos). Verso.
- 2000 Vanity Fair's Hollywood, Graydon Carter and David Friend (editors). Viking Studio.

#### Коаутор или коуредник
- 2002 Left Hooks, Right Crosses: A Decade of Political Writing (co-editor, with Christopher Caldwell).
- 2008 Is Christianity Good for the World? – A Debate. Canon Press. ISBN 978-1-59128-053-8. (co-author, with Douglas Wilson).
- 2008 Christopher Hitchens and His Critics: Terror, Iraq and the Left. New York University Press. (co-author, with other contributions edited by Simon Cottee and Thomas Cushman).
- 2010 The Best American Essays 2010 (co-editor with Robert Atwan). Mariner Books.
- 2011 Hitchens vs. Blair: Be it Resolved, Religion is a Force of Good in the World. House of Anansi Press. (co-author with Tony Blair).

#### Доприноси
- 2005 Religion, Culture, and International Conflict: A Conversation, Michael Cromartie (editor). Rowman & Littlefield.
- 2005 A Matter of Principle: Humanitarian Arguments for War in Iraq. University of California Press. ISBN 978-0-520-24555-6., Thomas Cushman (editor).
- 2011 The Quotable Hitchens: From Alcohol to Zionism. Da Capo Press., Windsor Mann (editor).

### Уводи, уводне речи и предговори
- 1971 Karl Marx and the Paris Commune, Karl Marx and Friedrich Engels (Authors). Introduction.
- 1990 The False Prophet: Rabbi Meir Kahane - From FBI Informant to Knesset Member, Robert I. Friedman (Author). Foreword. Faber and Faber.
- 1992 Money for Old Rope, Charles Glass (Author). Introduction. Picador.
- 1992 The Greek Socialist Experiment - Papandreou's Greece 1981-1989, Theodore C. Kariotis (Editor). Introduction. Pella.
- 1994 When the Borders Bleed: The Struggle of the Kurds, Ed Kashi (Author). Introduction. Pantheon.
- 1996 Peace And Its Discontents: Essays on Palestine in the Middle East Peace Process, Edward Said (Author). Preface. Vintage.
- 1996 American Notes, Charles Dickens (Author). Introduction. Modern Library.
- 1997 In Our Time: The Chamberlain-Hitler Collusion. Monthly Review Press., Clement Leibovitz and Alvin Finkel (Authors). Foreword to Paperback Edition.
- 1997 Open Secrets: Israeli Foreign and Nuclear Policies' ' , Israel Shahak(Author), Pluto Press, London. Foreword to paperback edition.
- 1999 A Handbook on Hanging, Charles Duff (Author). Introduction. New York Review of Books.
- 2000 Scoop, Evelyn Waugh (Author). Introduction. Penguin Classics Edition.
- 2000 Safe Area Goražde: The War in Eastern Bosnia 1992-1995, Joe Sacco (Author). Foreword. Fantagraphics Books.
- 2000 1968: War & Democracy. Lone Oak Press., Eugene J. McCarthy (Author). Foreword.
- 2000 Vanity Fair's Hollywood, Graydon Carter and David Friend (Editors). Introduction. Viking Studio.
- 2001 Kosovo: Background to a War. Anthem Press., Stephen Schwartz (Author). Foreword.
- 2001 The Mating Season, P. G. Wodehouse (Author). Introduction. Penguin Classics Edition.
- 2001 Orwell in Spain, George Orwell (Author), Peter Davison (Editor). Introduction. Penguin Classics Edition
- 2002 Machinery of Death: The Reality of America's Death Penalty Regime, David R. Dow and Mark Dow (Editors). Foreword. Routledge.
- 2002 From Russia, With Love, Dr. No, and Goldfinger, Ian Fleming (Author). Introduction. Penguin Classics Edition.
- 2003 Animal Farm and 1984, George Orwell (Author). Introduction. Houghton Mifflin Harcourt.
- 2003 The Adventures of Augie March, Saul Bellow (Author). Introduction. Penguin Group.
- 2004 Stamboul Train, Graham Greene (Author). Introduction. Penguin Classics Edition.
- 2004 Hons and Rebels, Jessica Mitford (Author). Introduction. New York Review of Books.
- 2004 Brave New World, Aldous Huxley (Author). Foreword. HarperCollins.
- 2004 Choice: The Best of Reason, Nick Gillespie (Editor). Foreword. BenBella Books.
- 2005 House of the Spirits, Isabel Allende (Author). Introduction. Everyman's Library.
- 2007 Our Man in Havana, Graham Greene (Author). Introduction. Penguin Classics Edition.
- 2007 Black Lamb and Grey Falcon: A Journey Through Yugoslavia, Rebecca West (Author). Introduction. Penguin Classics Edition.
- 2008 Everyday Drinking: The Distilled Kingsley Amis, [ingsley Amis (Author). Introduction. Bloomsbury USA.
- 2008 God: The Failed Hypothesis- How Science Shows that God Does Not Exist, Victor J. Stenger (Author). Foreword to Paperback Edition. New York: Prometheus Books.
- 2008 Infidel, Ayaan Hirsi Ali (Author). Introduction to Paperback Edition. Simon and Schuster.
- 2009 First in Peace: How George Washington Set the Course for America. Da Capo Press., Conor Cruise O'Brien (Author). Introduction.
- 2009 Ancient Gonzo Wisdom: Interviews with Hunter S. Thompson. Da Capo Press., Anita Thompson (Editor). Introduction to Paperback Edition.
- 2009 Certitude: A Profusely Illustrated Guide to Blockheads and Bullheads, Past and Present, Adam Begley (Author), Edward Sorel (Illustrator). Introduction. Crown Archetype.
- 2010 The Three Hostages, John Buchan (Author). Introduction. Polygon.
- 2010 Against Religion: The Atheist Writings of H.P. Lovecraft, Хауард Филипс Лавкрафт (Author), S. T. Joshi (Editor). Foreword. Sporting Gentlemen.
- 2010 The Sixties: Diaries:1960-1969, Christopher Isherwood (Author). Foreword. Harper.
- 2010 Civilization and Its Discontents, Sigmund Freud (Author). Introduction. Norton, W. W. & Company, Inc.
- 2012 Diaries, George Orwell (Author). Introduction. Liverlight.

### Прегледи
- „The man in full”. The Atlantic. 303 (5): 83—87. јун 2009. [Online title of this review is 'Hemingway's libidinous feast']. Reviews: Hemingway, Ernest (2009). A moveable feast : the restored edition. Scribner. ISBN 9781416591313.

## На српском

### Књиге
- Хиченс, Кристофер (2008). Бог није велики (PDF). Београд: Пешчаник. ISBN 978-86-86391-12-4. Приступљено 4. 10. 2017.
- Хиченс, Кристофер (2001). Случај Хенрија Кисенџера: злочинац или не. Београд: Филип Вишњић. ISBN 978-86-7363-301-5.